# 苏山街道
苏山街道，是中华人民共和国江苏省徐州市泉山区下辖的一个乡镇级行政单位。

## 行政区划
苏山街道下辖以下地区：
康馨社区、杉杉社区、丁楼村、苏山村和王新庄村。